# 浜松市立図書館
浜松市立図書館（はままつしりつとしょかん）は、静岡県浜松市の公共図書館の総称。24の図書館（1の分室を含む）からなる。移動図書館や公民館図書室も含めた全館の所蔵冊数は2,503,957冊（2016年度末）、貸出冊数は4,576,015冊（2016年度）、利用者数は1,179,417人（2016年度）である。

## 沿革
- 1912年7月1日 - 浜松青年同志会により、（私立）浜松図書館を設置。
- 1920年6月 - 浜松図書館を基に、組織としての浜松市立図書館を設置。
- 1920年7月1日 - 浜松市立図書館を開館。
- 1945年6月18日 - 戦災により、建物3棟、および蔵書全部（35,000冊）が焼失。
- 1950年11月20日 - 浜松市松城町に市立図書館を再建し、開館。
- 1955年4月1日 - 町村合併により、旧町図書館を浜松市立図書館笠井分館として開館。
- 1962年10月1日 - 笠井分館を閉館。
- 1968年6月1日 - 南分館を開館。
- 1974年3月31日 - 南分館を閉館。
- 1974年4月1日 - 浜松市立図書館を浜松市立中央図書館に改称。南図書館を開館。
- 1978年4月1日 - 城北図書館を開館。
- 1979年4月1日 - 西図書館を開館。
- 1980年4月4日 - 積志図書館を開館。
- 1981年4月14日 - 中央図書館を改築し、開館。
- 1982年4月8日 - 東図書館を開館。
- 1983年4月7日 - 北図書館を開館。
- 1984年4月11日 - 南陽図書館を開館。
- 1992年4月8日 - 南図書館を新築移転。
- 2002年4月2日 - 中央図書館駅前分室をフォルテ内に開設。
- 1996年1月12日 - 可新図書館を開館。
- 2004年7月22日 - はまゆう図書館を開館。
- 2005年7月1日 - 市町村合併により、旧市町村立の11の図書館を浜松市立の各図書館として開館。
- 2006年10月1日 - 城北図書館を新築移転。
- 2008年10月1日 - 中央図書館駅前分室を浜松駅前ビルに移転。
- 2011年1月6日 - 流通元町図書館を開館。
- 2011年11月9日 - 中央図書館駅前分室を遠鉄百貨店新館に移転。
- 2016年4月1日 - 都田図書館を開館。
- 2025年7月1日 - 西図書館を中央区西伊場町の一条スマートタウン内に移転[2]。

## 図書館一覧

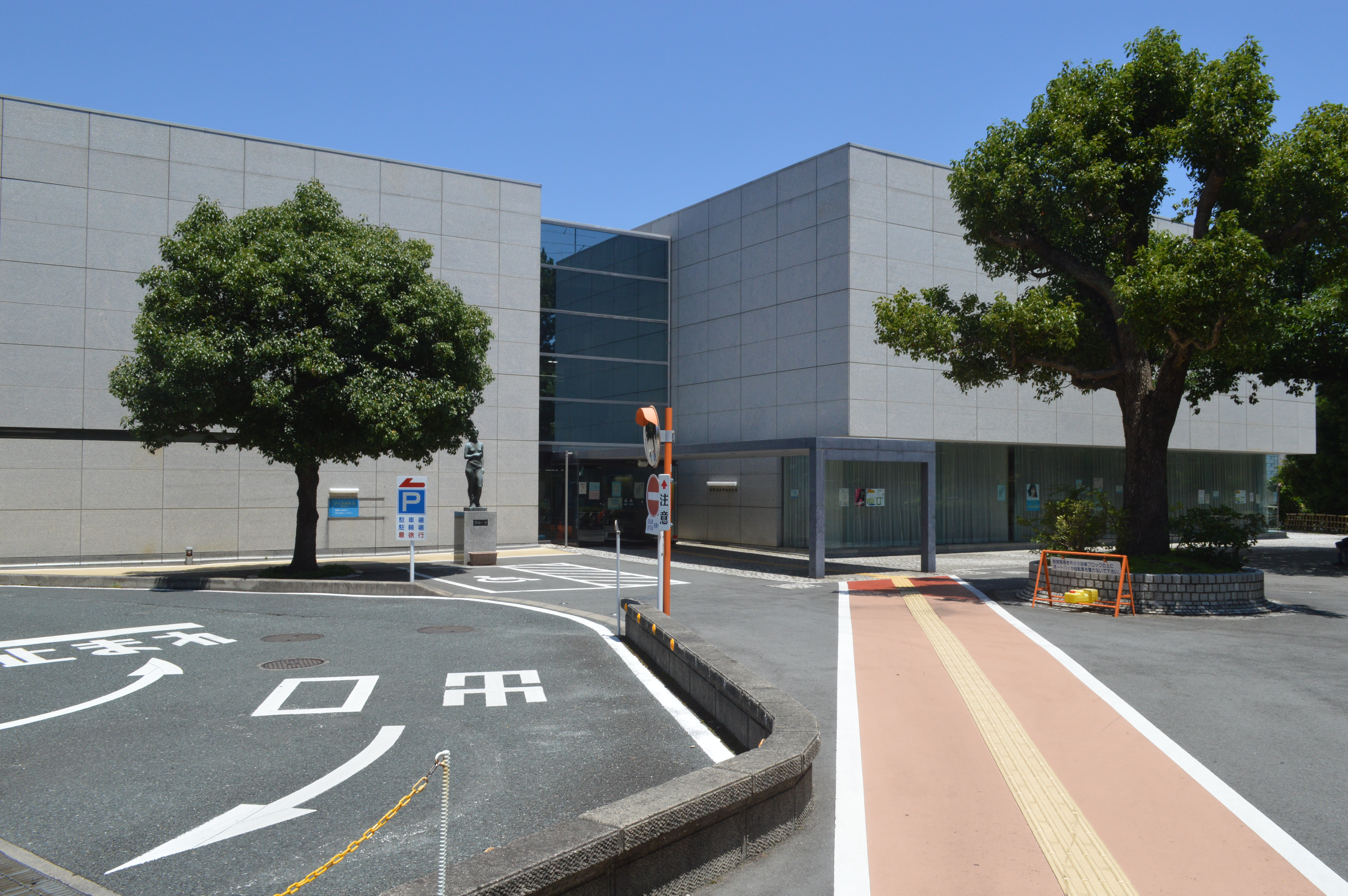
中央図書館の外観

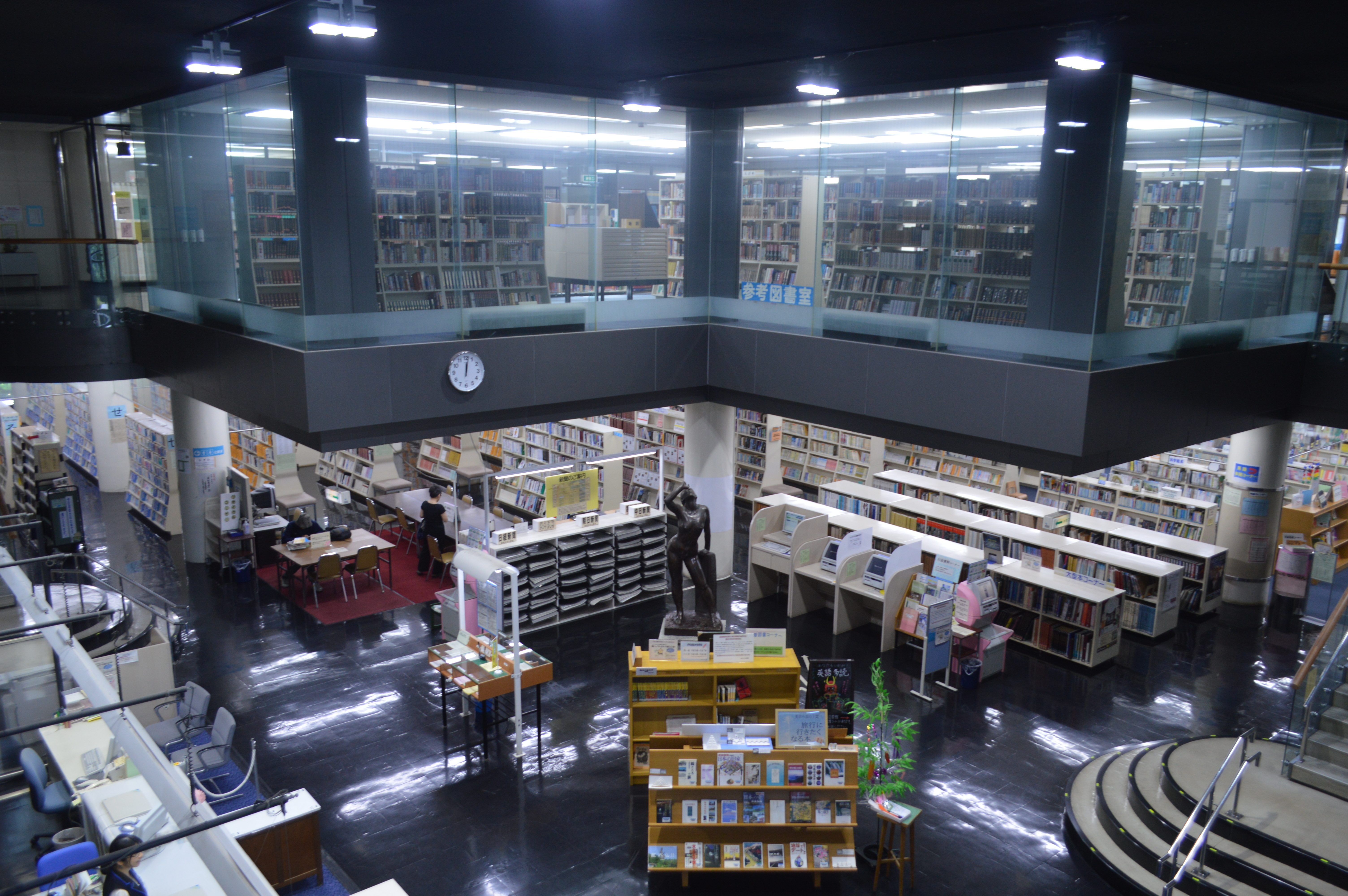
中央図書館の館内

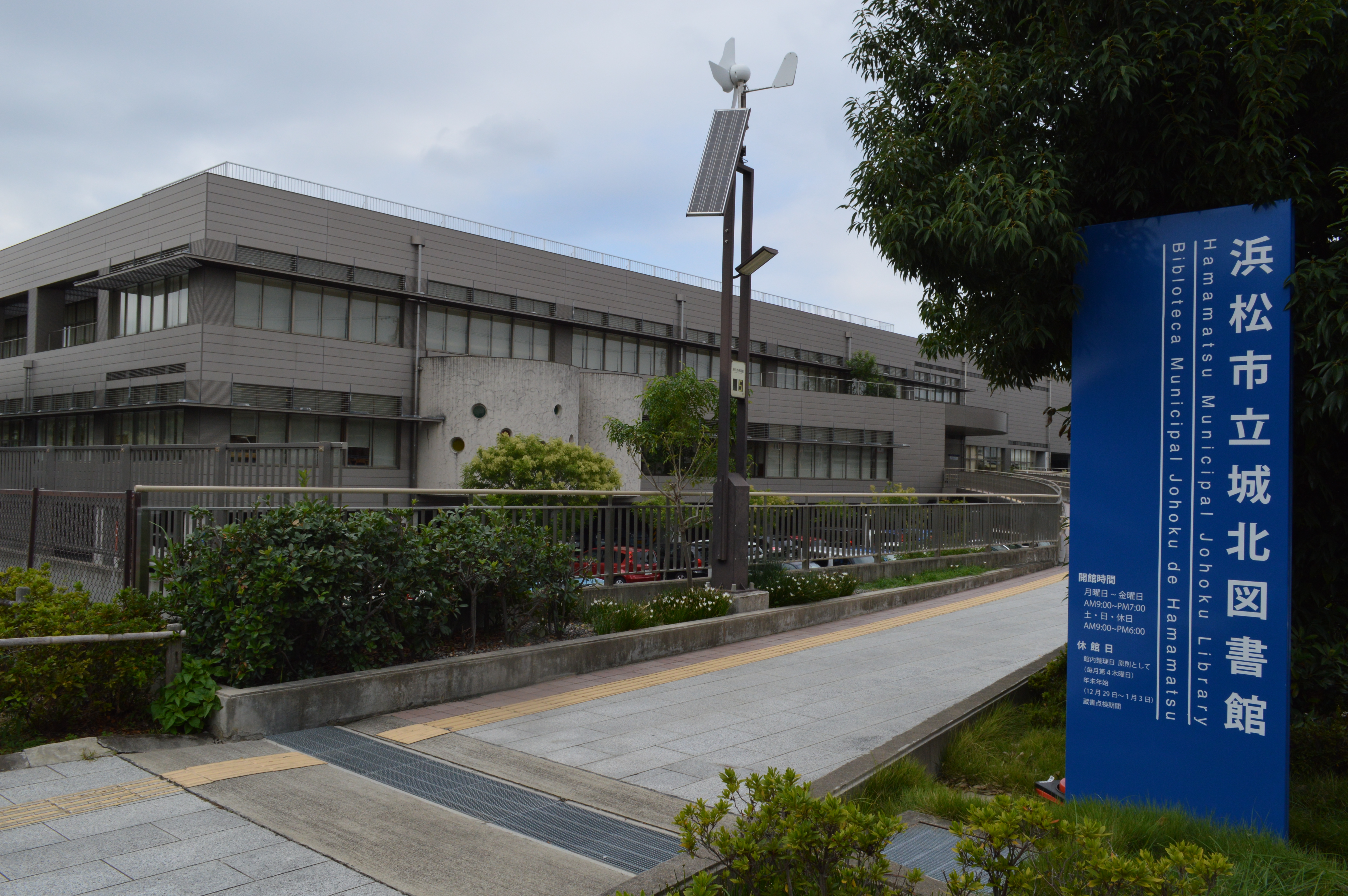
城北図書館の外観

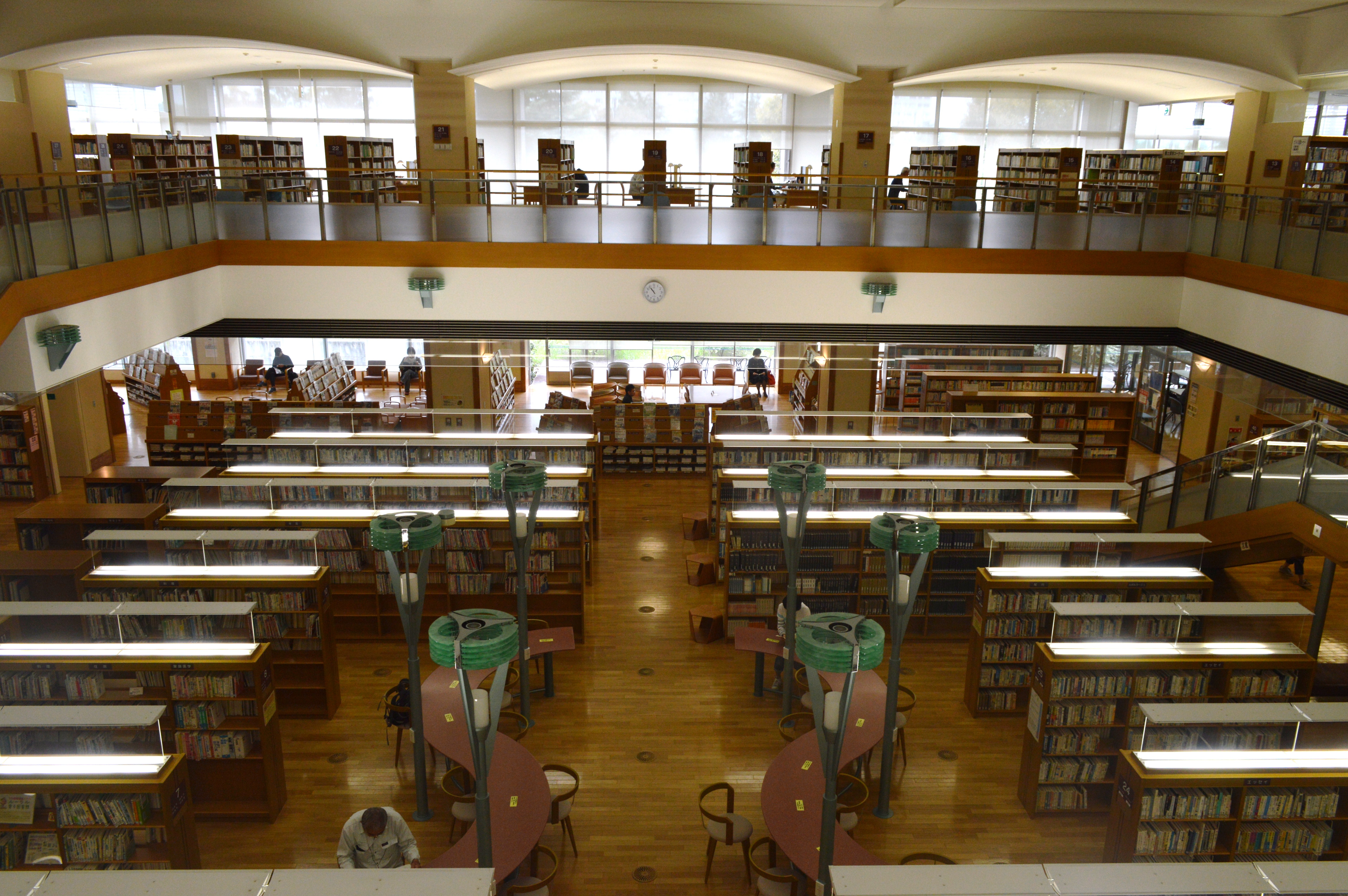
城北図書館の館内

| 浜松市の図書館一覧 | 浜松市の図書館一覧         | 浜松市の図書館一覧                                | 浜松市の図書館一覧                                     | 浜松市の図書館一覧 | 浜松市の図書館一覧 |
| #                  | 館名                       | 所在地                                            | 開館日                                                 | 延床面積           | 運営形態           |
| ------------------ | -------------------------- | ------------------------------------------------- | ------------------------------------------------------ | ------------------ | ------------------ |
| 1                  | 浜松市立中央図書館         | 中央区松城町214-21                                | 1920年7月1日 1950年（新築） 1981年4月14日（新築）      | 5,162.61m2         | 直営               |
| 2                  | 浜松市立中央図書館駅前分室 | 中央区旭町12-1 （遠鉄百貨店新館内）               | 2002年4月2日 2011年11月9日（移転）                     | 122.85m2           | 指定管理           |
| 3                  | 浜松市立城北図書館         | 中央区和地山2丁目37-2                             | 1978年4月1日 2006年10月1日（移転）                     | 6,534.75m2         | 直営               |
| 4                  | 浜松市立南図書館           | 中央区海老塚2丁目25-17                            | 1974年4月1日 1992年4月8日（移転）                      | 982.33m2           | 指定管理           |
| 5                  | 浜松市立西図書館           | 中央区西伊場町77-8 （一条スマートタウン内）       | 1979年4月1日 2025年7月1日（移転）                      | （未詳）           | 指定管理           |
| 6                  | 浜松市立積志図書館         | 中央区積志町1819                                  | 1980年4月4日                                           | 1,228.80m2         | 指定管理           |
| 7                  | 浜松市立東図書館           | 中央区子安町309-1                                 | 1982年4月8日                                           | 1,160.32m2         | 指定管理           |
| 8                  | 浜松市立北図書館           | 中央区葵東1丁目15-1                               | 1983年4月7日                                           | 1,352.53m2         | 指定管理           |
| 9                  | 浜松市立南陽図書館         | 中央区下江町462                                   | 1984年4月11日                                          | 1,109.76m2         | 指定管理           |
| 10                 | 浜松市立可新図書館         | 中央区小沢渡町1142-1                              | 1997年4月15日                                          | 1,349.23m2         | 指定管理           |
| 11                 | 浜松市立はまゆう図書館     | 中央区大人見町1750-394                            | 2004年7月22日                                          | 2,258.94m2         | 指定管理           |
| 12                 | 浜松市立浜北図書館         | 浜名区貴布祢3000 （なゆた・浜北内）               | 1971年4月1日 1981年7月4日（移転） 2001年7月1日（移転） | 4,069.00m2         | 指定管理           |
| 13                 | 浜松市立天竜図書館         | 天竜区二俣町二俣184-32                            | 1971年5月1日 1980年8月20日（移転）                     | 600.24m2           | 直営               |
| 14                 | 浜松市立舞阪図書館         | 中央区舞阪町舞阪2268-56                           | 1990年8月8日                                           | 2,056.12m2         | 指定管理           |
| 15                 | 浜松市立雄踏図書館         | 中央区雄踏町宇布見8287                            | 1962年5月 1998年7月1日（改築）                         | 1,545.50m2         | 指定管理           |
| 16                 | 浜松市立細江図書館         | 浜名区細江町気賀4579-1                            | 1950年 1990年9月11日（移転）                           | 1,396.69m2         | 指定管理           |
| 17                 | 浜松市立引佐図書館         | 浜名区引佐町井伊谷610-2                           | 1987年4月1日 1998年4月1日（増築）                      | 1,070.19m2         | 指定管理           |
| 18                 | 浜松市立三ケ日図書館       | 浜名区三ケ日町宇志799-1                           | 2000年2月15日                                          | 1,820.25m2         | 指定管理           |
| 19                 | 浜松市立春野図書館         | 天竜区春野町宮川1327-1                            | 1992年8月3日                                           | 659.62m2           | 直営               |
| 20                 | 浜松市立佐久間図書館       | 天竜区佐久間町佐久間2431-3                        | 1989年6月22日                                          | 360.84m2           | 直営               |
| 21                 | 浜松市立水窪図書館         | 天竜区水窪町奥領家3274-1 （浜松市水窪文化会館内） | 1996年7月7日                                           | 158.00m2           | 直営               |
| 22                 | 浜松市立龍山図書館         | 天竜区龍山町瀬尻982-2 （龍山森林文化会館内）      | 1990年8月8日                                           | 1,491.13m2         | 直営               |
| 23                 | 浜松市立流通元町図書館     | 中央区流通元町20-2 （浜松市産業展示館北館内）     | 2011年1月6日                                           | 3,605.14m2         | 指定管理           |
| 24                 | 浜松市立都田図書館         | 浜名区都田町8751-2                                | 2016年4月1日                                           | 1,097.73m2         | 指定管理           |

## アクセス
- 浜松市立中央図書館
  - 浜松駅バスターミナルより、1・2（0は除く）・15・16（48の下池川経由は除く）のりばより発車するバスに乗車し、「市役所南」バス停で下車。
  - 2のりばより、0佐鳴台団地行きに乗車の場合、「高町」バス停で下車。
- 浜松市立中央図書館駅前分室
  - 遠鉄百貨店の新館9階
- 浜松市立城北図書館
  - 浜松駅バスターミナルより、15・16のりばより発車するバスに乗車し、「和地山」バス停・または「和地山上」バス停で下車。
  - 浜松駅バスターミナル14のりばより、「8せいれいまわり富塚じゅんかん」に乗車し、「和地山北」バス停下車。
- 浜松市立南図書館
  - 浜松駅バスターミナル6のりばより、「4中田島線」に乗車し、「竜禅寺町」バス停下車。徒歩約10分。
- 浜松市立西図書館
  - 浜松駅バスターミナル5のりばより、「20志都呂宇布見線」に乗車し、「西伊場」バス停下車。
- 浜松市立積志図書館
  - 遠州鉄道鉄道線「積志駅」より徒歩約10分。
- 浜松市立東図書館
  - 浜松駅バスターミナル9のりばより、「80中ノ町磐田線」に乗車し、「大蒲西」バス停下車。
- 浜松市立北図書館
  - 浜松駅バスターミナルより、15のりばより発車する全路線・16のりばより発車「46/46-ﾃ都田線」に乗車し、「北部協働センター」バス停下車。
- 浜松市立南陽図書館
  - 浜松駅バスターミナル7のりばより、「1遠州浜蜆塚線」に乗車し、「下江町」バス停下車。
- 浜松市立可新図書館
  - 浜松駅バスターミナル4のりばより、「16-4小沢渡線」に乗車し、「西脇」バス停または「西小沢渡」バス停下車。
- 浜松市立はまゆう図書館
  - 浜松駅バスターミナル1のりばより、「36大塚ひとみヶ丘線」に乗車し、「ゆう・おおひとみ東」バス停下車（ゆう・おおひとみ経由のみ、湖東高校経由の場合は「浜松西警察署前」下車）。
- 浜松市立浜北図書館
  - 遠州鉄道鉄道線「浜北駅」すぐ
- 浜松市立天竜図書館
  - 遠州鉄道鉄道線「西鹿島駅」より、「秋葉線」に乗車し、「二俣仲町」バス停下車。
- 浜松市立舞阪図書館
  - 浜松駅バスターミナル4のりばより、「12浜名線」に乗車し、「馬郡車庫」バス停（終点）より徒歩約20分。
- 浜松市立雄踏図書館
  - 浜松駅バスターミナル5のりばより、「20志都呂宇布見線（山崎行き）」に乗車し、「雄踏図書館」バス停下車。
- 浜松市立細江図書館
  - 天竜浜名湖鉄道「気賀駅」すぐ
- 浜松市立引佐図書館
  - 浜松駅バスターミナル15のりばより、「45奥山線」に乗車し、「神宮寺」バス停下車。
- 浜松市立三ヶ日図書館
  - 浜松駅バスターミナル15のりばより、「40気賀三ヶ日線（三ヶ日行き）」に乗車し、「浜松市三ヶ日支所」バス停下車。
- 浜松市立春野図書館
  - 遠州鉄道鉄道線「西鹿島駅」より、「秋葉線」に乗車し、「浜松市春野支所」バス停下車。
- 浜松市立佐久間図書館
  - JR飯田線「佐久間駅」内
- 浜松市立水窪図書館
  - JR飯田線「水窪駅」より徒歩約10分
  - 遠州鉄道鉄道線「西鹿島駅」より、「北遠本線」（水窪タクシーが運行）に乗車し、「水窪協働センター」バス停下車。
- 浜松市立龍山図書館
  - 遠州鉄道鉄道線「西鹿島駅」より、「北遠本線」（水窪タクシーが運行）に乗車し、「瀬尻」バス停下車。
- 浜松市立流通元町図書館
  - 浜松駅バスターミナル10のりばより、「78蒲線」に乗車し、「産業展示館」バス停下車。
- 浜松市立都田図書館
  - 浜松駅バスターミナル16のりばより、「46-ﾃ都田線」に乗車し、「都田南小学校」バス停下車。